# Kjersti Beck
Kjersti Beck (* 5. September 1979) ist eine ehemalige norwegische Handballspielerin. 
Zuvor spielte die Torhüterin für Astroc Sagunto, Byåsen IL, Sjetne, Toten HK, Gjøvik, Vardal und Viken BK. Die gelernte Physiotherapeutin arbeitete außerdem beim Radiosender Radio Adressa. Beck spielte zuletzt beim norwegischen Zweitligisten Gjøvik HK, wo sie 2013 ihre Karriere beendete.
Insgesamt bestritt Beck 42 Spiele für das norwegische Nationalteam, mit dem sie die Europameisterschaft 2004 gewann.
Beck nahm mit der norwegischen Beachhandballnationalmannschaft an den World Games 2013 teil und gewann dort die Bronzemedaille.